# Kukuta
Kukuta (pjegava velika kukuta, lat. Conium maculatum) je vrlo otrovna štitarka koja se koristi u narodnoj medicini. Koristila se kao sredstvo za izvršenje smrtnih kazni u antičko doba.

## Narodna imena
Pjegava velika kukuta, guguta, boliglav, mišje zelje, smrdljivec, trbulja, vodena mrkva.

## Stanište
Kukutino izvorno stanište jest Europa, zapadna Azija te Sjeverna Afrika. Najčešće raste na zapuštenim mjestima, na rubovima putova, uza živice i ograde, te u blizini ljudskih naselja.

## Zanimljivosti
U Platonovoj kvadrilogiji (Eutifron, Obrana Sokratova, Kriton te Fedon), Sokrat je izvršio samoubojstvo ispijanjem kukute nakon što ga je atenski sud proglasio krivim za nepoštovanje bogova i kvarenje mladeži.U Rusiji se biljka i danas koristi u narodnoj medicini,a patentirano je i nekoliko službenih preparata na bazi kukute.

## Sinonimi
- Cicuta major Garsault
- Cicuta major Lam.
- Cicuta officinalis Crantz
- Conium ceretanum Sennen
- Conium cicuta (Crantz) Neck.
- Conium croaticum Waldst. & Kit. ex Willd.
- Conium divaricatum Boiss. & Orph.
- Conium leiocarpum (Boiss.) Stapf
- Conium maculatum var. barceloi O.Bolòs & Vigo
- Conium maculatum subsp. croaticum (Waldst. & Kit. ex Willd.) Drude
- Conium maculatum var. divaricatum (Boiss. & Orph.) Boiss.
- Conium maculatum subsp. divaricatum (Boiss. & Orph.) Drude
- Conium maculatum var. immaculatum Schur
- Conium maculatum var. leiocarpum Boiss.
- Conium maculatum subsp. leiocarpum (Boiss.) Drude
- Conium maculatum var. viride DC.
- Conium maculatum subsp. viride (DC.) Espeut
- Conium maculosum Pall.
- Conium nodosum Fisch. ex Steud.
- Conium pyrenaicum Sennen & Elias
- Conium sibiricum Steud.
- Conium strictum Tratt.
- Conium tenuifolium Mill.
- Coriandrum cicuta Crantz
- Coriandrum maculatum (L.) Roth
- Selinum conium (Vest) E.L. Krause
- Sium conium Vest